# Solo Sunny
Solo Sunny è un film del 1980 diretto da Wolfgang Kohlhaase e Konrad Wolf.